# Universitat de Houston
La Universitat de Houston (UH) és una universitat pública estatunidenca a Houston establerta l'any 1927 com a Houston Junior College. La UH és la tercera universitat més gran de Texas i concedeix gairebé 11.000 graus a l'any.

## Característiques
La universitat consta de quinze facultats i una facultat interdisciplinària d'honor que ofereix uns 310 programes de grau. Houston té nou escoles professionals: l'Hines College of Architecture, Bauer College of Business, Hilton College of Global Hospitality, Law Center, College of Medicine, College of Nursing, College of Optometry, College of Pharmacy, College of Social Work i l'Escola d'Afers Públics Hobby. El campus de la universitat, que es troba principalment al sud-est de Houston, abasta 894 acres (3.62 km2). Gairebé el 88% del cos d'estudiants són de l'estat de Texas i el 9% són estudiants internacionals que representen més de 130 països.
La universitat és considerada com una universitat de prestigi amb una notable generació de recerca. Opera més de 35 centres i instituts de recerca al campus en àrees com la superconductivitat, l'exploració espacial, les ciències biomèdiques i l'enginyeria, l'energia i els recursos naturals i la intel·ligència artificial.
La Universitat de Houston acull una gran varietat de representacions teatrals, concerts, conferències i esdeveniments, i compta amb més de 500 organitzacions estudiantils i 17 equips esportius interuniversitaris.

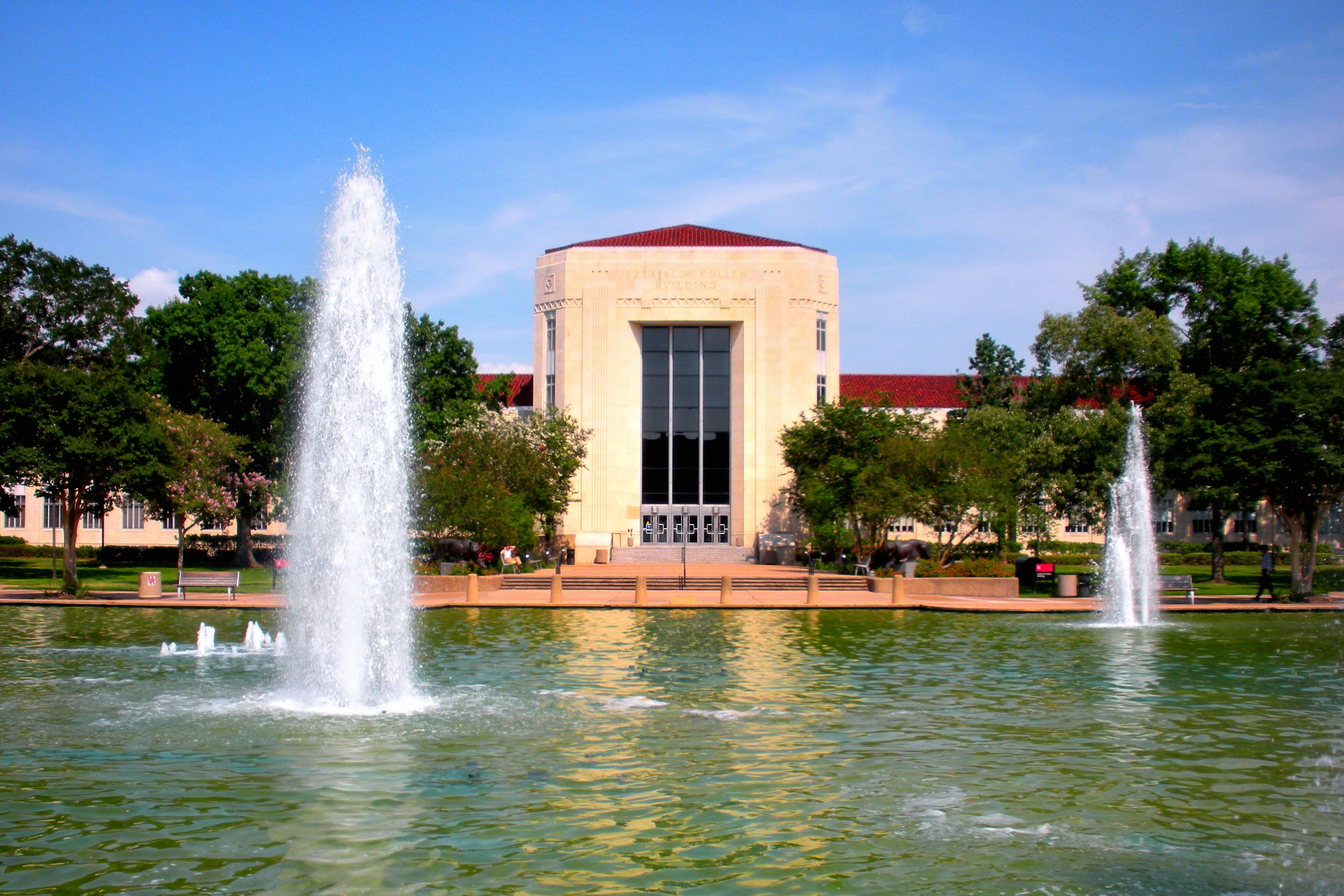
Edifici Ezekiel W. Cullen

El campus universitari inclou nombrosos espais verds, fonts i escultures. Els reconeguts arquitectes César Pelli i Philip Johnson van dissenyar els edificis del campus de la UH.

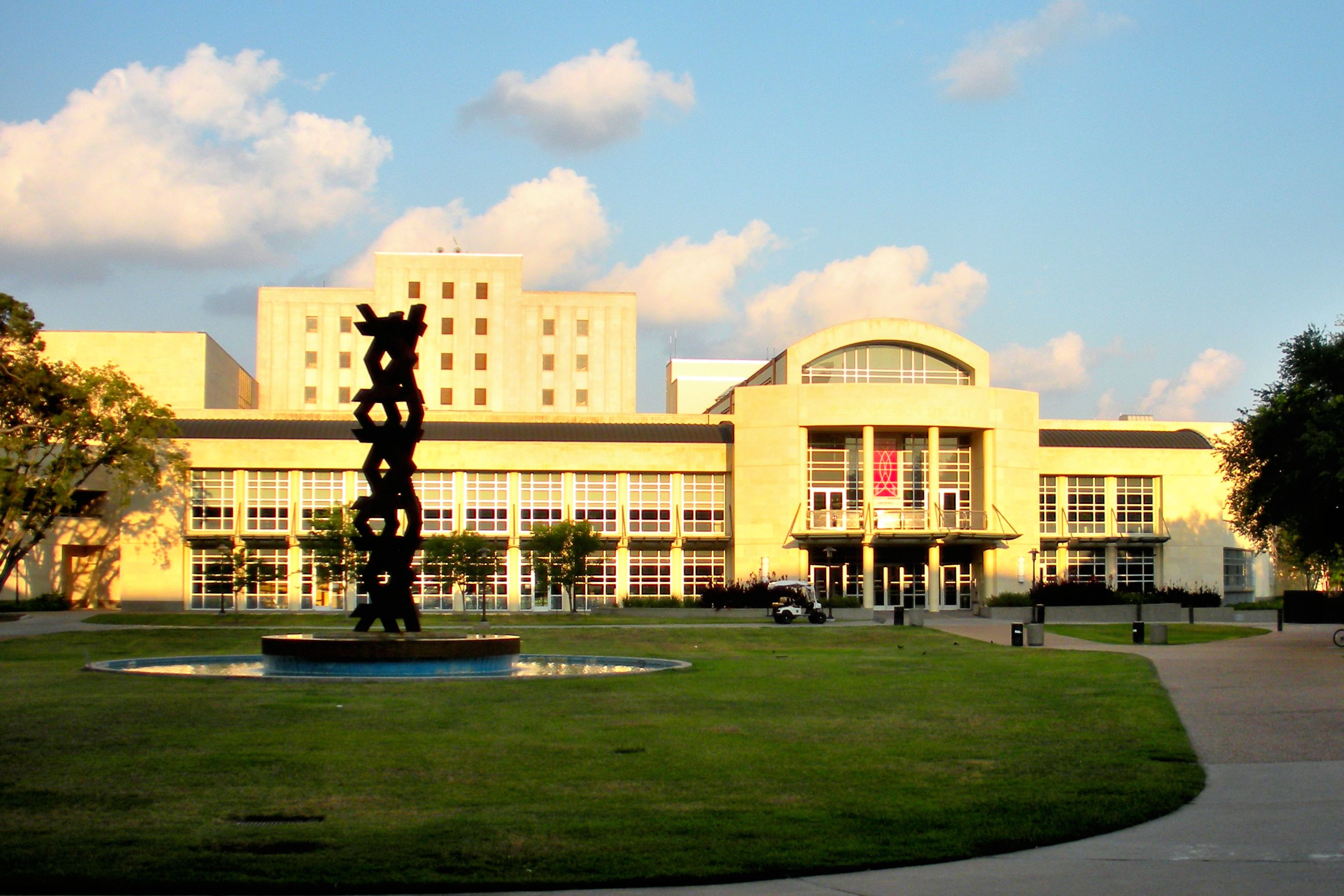
MD Anderson Library és la biblioteca principal de la universitat

La universitat ofereix més de 276 programes de grau. La universitat també ofereix 51 títols de doctorat, incloent tres doctorats professionals en dret, optometria, medicina i farmàcia.

La UH es va classificar entre les 50 millors universitats per a la mobilitat social a la classificació de les millors universitats de l'US News & World Report. The Princeton Review l'ha enumerat com una de les millors universitats dels Estats Units d'Amèrica. La institució es troba entre les 300 millors del rànquing acadèmic mundial d'universitats.

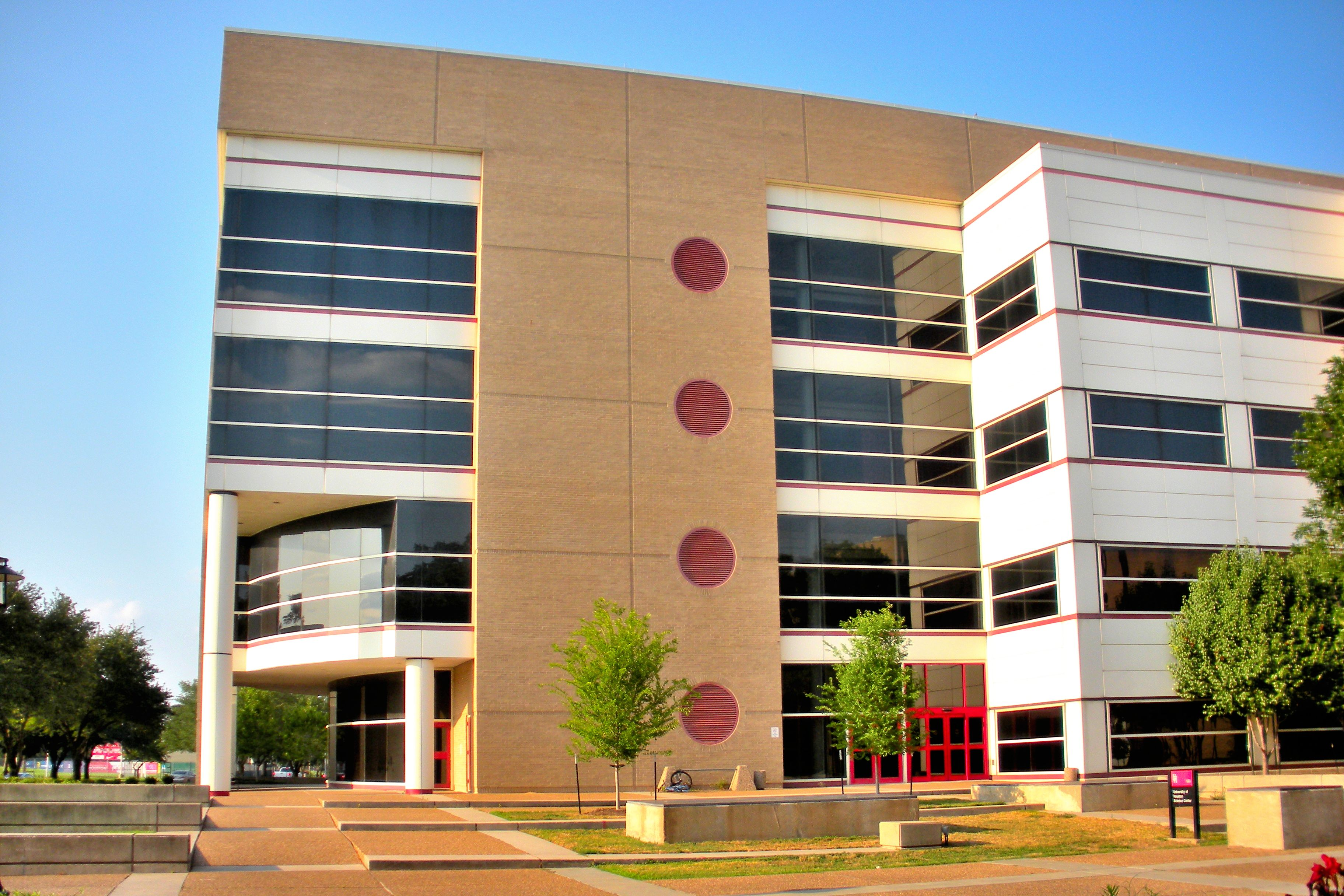
Houston Science Center

La Carnegie Foundation reconeix la UH com una institució que concedeix títols de doctorat amb «activitat de recerca més alta» entre les nou universitats de Texas millor classificades.